# Ego Trippin’
Ego Trippin’ ist das neunte Studioalbum des US-amerikanischen Hip-Hop-Musikers Snoop Dogg. Es erschien im März 2008.

## Hintergrund
Nachdem Snoop Dogg 2006 das Album „Tha Blue Carpet Treatment“, auf dem viele Gastmusiker vertreten waren, veröffentlichte, brachte er ein Jahr später erstmals die Single „Sensual Seduction“/„Sexual Eruption“ auf den Markt. Wie eher selten, war Snoop Dogg diesmal der alleinige Interpret des Songs.
Die Single war nach längerer Zeit wieder ein größerer internationaler Erfolg. In den Vereinigten Staaten kam sie unter die Top Ten der Billboard Hot 100, auf Platz 7, in Deutschland konnte er den 15. Rang, in Österreich den 40. und in der Schweiz den 22. Platz in der Wertung erreichen.
Kurz nach der Vorstellung des Tracks gab er bekannt, dass erstmals keine Gastrapper auf dem Album zu finden sein werden. Allerdings kam ziemlich spät vor der Veröffentlichung doch die Nachricht, dass diese Bekanntgabe falsch gewesen war.

## Musik
Bereits die Vorab-Single „Sensual Seduction“ erinnert musikalisch an poppigen Electro. Im Musikvideo dazu wurde auf ältere visuelle Effekte gesetzt. Der Song „A Word Witcha“ ist an das Genre des Motown-Plattenlabels angelehnt. Bei den weiteren Songs ließ Snoop Dogg sich ebenfalls von ehemals erfolgreichen Musikgenres und Künstlern inspirieren. Unter anderem werden Instrumente wie Vocoder oder Synthesizer eingesetzt. Mit dem Song „My Medicine“, der eine Mischung aus Country und Rap darstellt, ehrt er den 2003 verstorbenen Sänger Johnny Cash (Johnny Cash, a real American gangster). Mehr oder weniger umstritten – zählt er auf Unterstützung von Musikern aus Bereichen des Hip-Hop und R&B wie den Neptunes, Jamie Foxx oder Kurupt.

## Titelliste
1. A Word Witchya! (Intro)
2. Press Play
3. SD Is Out
4. Gangsta Like Me
5. Neva Have 2 Worry
6. Sexual Eruption
7. Life Of Da Party (feat. Too Short und Mistah F.A.B.)
8. Waste Of Time (feat. Raphael Saadiq)
9. Cool
10. Sets Up
11. Deez Hollywood Nights
12. Whateva U Do
13. Staxxx In My Jeans
14. Been Around Tha World
15. Let It Out
16. My Medicine (feat. Willie Nelson und Everlast)
17. Ridin' In My Chevy
18. Those Gurlz
19. One Chance (Make It Good)
20. Why Did You Leave Me
21. Can't Say Goodbye (feat. Charlie Wilson)